# یواس‌اس هیرمن (دی‌دی-۵۳۲)
یواس‌اس هیرمن (دی‌دی-۵۳۲) (به انگلیسی: USS Heermann (DD-532)) یک کشتی بود که طول آن ۳۷۶ فوت ۶ اینچ (۱۱۴٫۷۶ متر) بود. این کشتی در سال ۱۹۴۲ ساخته شد.